# Gran Premio motociclistico della Repubblica Ceca 2005
Il Gran Premio motociclistico della Repubblica Ceca 2005 corso il 28 agosto, è stato l'undicesimo Gran Premio della stagione 2005 e ha visto vincere: la Yamaha di Valentino Rossi in MotoGP, Daniel Pedrosa nella classe 250 e Thomas Lüthi nella classe 125.

## MotoGP

### Arrivati al traguardo
| Pos | Nº | Pilota           | Squadra              | Motocicletta | Giri | Tempo     | Griglia | Punti |
| --- | -- | ---------------- | -------------------- | ------------ | ---- | --------- | ------- | ----- |
| 1   | 46 | Valentino Rossi  | Gauloises Yamaha     | Yamaha       | 22   | 43:56.539 | 4       | 25    |
| 2   | 65 | Loris Capirossi  | Ducati Marlboro      | Ducati       | 22   | +1.837    | 3       | 20    |
| 3   | 3  | Max Biaggi       | Repsol Honda         | Honda        | 22   | +3.444    | 10      | 16    |
| 4   | 4  | Alex Barros      | Camel Honda          | Honda        | 22   | +4.148    | 7       | 13    |
| 5   | 69 | Nicky Hayden     | Repsol Honda         | Honda        | 22   | +4.363    | 2       | 11    |
| 6   | 33 | Marco Melandri   | Movistar Honda       | Honda        | 22   | +11.150   | 5       | 10    |
| 7   | 5  | Colin Edwards    | Gauloises Yamaha     | Yamaha       | 22   | +13.532   | 9       | 9     |
| 8   | 7  | Carlos Checa     | Ducati Marlboro      | Ducati       | 22   | +19.331   | 6       | 8     |
| 9   | 12 | Troy Bayliss     | Camel Honda          | Honda        | 22   | +27.125   | 13      | 7     |
| 10  | 6  | Makoto Tamada    | Konica Minolta Honda | Honda        | 22   | +27.248   | 12      | 6     |
| 11  | 10 | Kenny Roberts Jr | Suzuki MotoGP        | Suzuki       | 22   | +27.684   | 17      | 5     |
| 12  | 56 | Shin'ya Nakano   | Kawasaki Racing      | Kawasaki     | 22   | +27.803   | 11      | 4     |
| 13  | 21 | John Hopkins     | Suzuki MotoGP        | Suzuki       | 22   | +28.278   | 8       | 3     |
| 14  | 24 | Toni Elías       | Fortuna Yamaha       | Yamaha       | 22   | +28.571   | 15      | 2     |
| 15  | 66 | Alex Hofmann     | Kawasaki Racing      | Kawasaki     | 22   | +29.768   | 14      | 1     |
| 16  | 9  | Nobuatsu Aoki    | Suzuki MotoGP        | Suzuki       | 22   | +41.778   | 16      |       |
| 17  | 44 | Roberto Rolfo    | D’Antin Pramac       | Ducati       | 22   | +57.800   | 19      |       |
| 18  | 11 | Rubén Xaus       | Fortuna Yamaha       | Yamaha       | 22   | +1:08.082 | 20      |       |
| 19  | 77 | James Ellison    | Blata WCM            | Blata        | 22   | +1:42.169 | 18      |       |
| 20  | 27 | Franco Battaini  | Blata WCM            | Blata        | 22   | +1:54.784 | 21      |       |

### Ritirati
| Nº | Pilota            | Squadra        | Motocicletta | Giri | Griglia |
| -- | ----------------- | -------------- | ------------ | ---- | ------- |
| 15 | Sete Gibernau     | Movistar Honda | Honda        | 21   | 1       |
| 99 | Jeremy McWilliams | Team Roberts   | Proton KR    | 7    | 22      |

## Classe 250

### Arrivati al traguardo
| Pos | Nº | Pilota            | Squadra                     | Motocicletta | Giri | Tempo     | Griglia | Punti |
| --- | -- | ----------------- | --------------------------- | ------------ | ---- | --------- | ------- | ----- |
| 1   | 1  | Daniel Pedrosa    | Telefonica Movistar Honda   | Honda        | 20   | 41:24.944 | 2       | 25    |
| 2   | 48 | Jorge Lorenzo     | Fortuna Honda               | Honda        | 20   | +1.303    | 1       | 20    |
| 3   | 27 | Casey Stoner      | Carrera Sunglasses - LCR    | Aprilia      | 20   | +4.253    | 3       | 16    |
| 4   | 5  | Alex De Angelis   | MS Aprilia Italia Corse     | Aprilia      | 20   | +5.326    | 7       | 13    |
| 5   | 73 | Hiroshi Aoyama    | Telefonica Movistar Honda   | Honda        | 20   | +8.392    | 8       | 11    |
| 6   | 34 | Andrea Dovizioso  | Team Scot                   | Honda        | 20   | +8.471    | 4       | 10    |
| 7   | 19 | Sebastián Porto   | Aprilia Aspar               | Aprilia      | 20   | +25.545   | 6       | 9     |
| 8   | 7  | Randy de Puniet   | Aprilia Aspar               | Aprilia      | 20   | +32.159   | 5       | 8     |
| 9   | 15 | Roberto Locatelli | Carrera Sunglasses - LCR    | Aprilia      | 20   | +33.969   | 11      | 7     |
| 10  | 50 | Sylvain Guintoli  | Equipe GP de France - Scrab | Aprilia      | 20   | +35.544   | 10      | 6     |
| 11  | 96 | Jakub Smrž        | Arie Molenaar Racing        | Honda        | 20   | +51.827   | 14      | 5     |
| 12  | 14 | Anthony West      | Red Bull KTM                | KTM          | 20   | +52.049   | 23      | 4     |
| 13  | 6  | Alex Debón        | Wurth Honda BQR             | Honda        | 20   | +58.214   | 19      | 3     |
| 14  | 64 | Radomil Rous      | Wurth Honda BQR             | Honda        | 20   | +58.604   | 18      | 2     |
| 15  | 17 | Steve Jenkner     | Nocable.it Race             | Aprilia      | 20   | +58.911   | 22      | 1     |
| 16  | 8  | Andrea Ballerini  | Abruzzo Racing              | Aprilia      | 20   | +1:06.203 | 16      |       |
| 17  | 32 | Mirko Giansanti   | Matteoni Racing             | Aprilia      | 20   | +1:14.453 | 21      |       |
| 18  | 21 | Arnaud Vincent    | Scuderia Fantic Motor GP    | Fantic       | 20   | +1:27.753 | 25      |       |
| 19  | 36 | Martín Cárdenas   | Aprilia Germany             | Aprilia      | 20   | +1:28.522 | 27      |       |
| 20  | 41 | Álvaro Molina     | Andalucia Mas Racing        | Aprilia      | 20   | +1:48.266 | 29      |       |
| 21  | 38 | Grégory Leblanc   | Equipe GP de France - Scrab | Aprilia      | 20   | +1:49.455 | 26      |       |
| 22  | 70 | Michal Filla      | Sramek Racing Promotion     | Aprilia      | 19   | +1 giro   | 28      |       |
| 23  | 25 | Alex Baldolini    | Campetella Racing           | Aprilia      | 19   | +1 giro   | 17      |       |
| 24  | 23 | Nicklas Cajback   | Kurz Prista Oil             | Yamaha       | 19   | +1 giro   | 30      |       |

### Ritirati
| Nº | Pilota         | Squadra                  | Motocicletta | Giri | Griglia |
| -- | -------------- | ------------------------ | ------------ | ---- | ------- |
| 28 | Dirk Heidolf   | Kiefer-Bos-Castrol Honda | Honda        | 19   | 20      |
| 44 | Tarō Sekiguchi | Campetella Racing        | Aprilia      | 19   | 24      |
| 57 | Chaz Davies    | Aprilia Germany          | Aprilia      | 4    | 15      |
| 24 | Simone Corsi   | MS Aprilia Italia Corse  | Aprilia      | 0    | 13      |
| 55 | Yūki Takahashi | Team Scot                | Honda        | 0    | 9       |
| 80 | Héctor Barberá | Fortuna Honda            | Honda        | 0    | 12      |

### Non qualificati
| Nº | Pilota            | Squadra                  | Motocicletta |
| -- | ----------------- | ------------------------ | ------------ |
| 20 | Gabriele Ferro    | Scuderia Fantic Motor GP | Fantic       |
| 22 | Alexander Todorov | Kurz Prista Oil          | Yamaha       |

## Classe 125

### Arrivati al traguardo
| Pos | Nº | Pilota            | Squadra                       | Motocicletta | Giri | Tempo     | Griglia | Punti |
| --- | -- | ----------------- | ----------------------------- | ------------ | ---- | --------- | ------- | ----- |
| 1   | 12 | Thomas Lüthi      | Elit Grand Prix               | Honda        | 19   | 41:32.409 | 1       | 25    |
| 2   | 36 | Mika Kallio       | Red Bull KTM                  | KTM          | 19   | +3.212    | 3       | 20    |
| 3   | 58 | Marco Simoncelli  | Nocable.it Race               | Aprilia      | 19   | +3.326    | 4       | 16    |
| 4   | 33 | Sergio Gadea      | Master Aspar                  | Aprilia      | 19   | +7.754    | 20      | 13    |
| 5   | 8  | Lorenzo Zanetti   | Skilled I.S.P.A. Racing       | Aprilia      | 19   | +14.453   | 15      | 11    |
| 6   | 32 | Fabrizio Lai      | Kopron Racing World           | Honda        | 19   | +25.156   | 7       | 10    |
| 7   | 63 | Mike Di Meglio    | Kopron Racing World           | Honda        | 19   | +25.247   | 17      | 9     |
| 8   | 54 | Manuel Poggiali   | Metis Racing                  | Gilera       | 19   | +25.509   | 14      | 8     |
| 9   | 14 | Gábor Talmácsi    | Red Bull KTM                  | KTM          | 19   | +25.773   | 5       | 7     |
| 10  | 60 | Julián Simón      | Red Bull KTM                  | KTM          | 19   | +26.066   | 13      | 6     |
| 11  | 29 | Andrea Iannone    | Abruzzo Racing                | Aprilia      | 19   | +28.977   | 18      | 5     |
| 12  | 19 | Álvaro Bautista   | Seedorf RC3 - Tiempo Holidays | Honda        | 19   | +30.360   | 21      | 4     |
| 13  | 41 | Aleix Espargaró   | Seedorf RC3 - Tiempo Holidays | Honda        | 19   | +30.375   | 23      | 3     |
| 14  | 11 | Sandro Cortese    | Kiefer-Bos-Castrol Honda      | Honda        | 19   | +30.759   | 6       | 2     |
| 15  | 77 | Stefan Bradl      | Red Bull ADAC KTM Juniors     | KTM          | 19   | +33.726   | 26      | 1     |
| 16  | 22 | Pablo Nieto       | Caja Madrid - Derbi Racing    | Derbi        | 19   | +36.880   | 19      |       |
| 17  | 35 | Raffaele De Rosa  | Matteoni Racing               | Aprilia      | 19   | +38.339   | 10      |       |
| 18  | 45 | Imre Tóth         | Team Toth                     | Aprilia      | 19   | +38.415   | 25      |       |
| 19  | 18 | Nicolás Terol     | Caja Madrid - Derbi Racing    | Derbi        | 19   | +41.510   | 31      |       |
| 20  | 43 | Manuel Hernández  | Totti Top Sport - NGS         | Aprilia      | 19   | +44.672   | 22      |       |
| 21  | 26 | Vincent Braillard | Team Toth                     | Aprilia      | 19   | +47.255   | 33      |       |
| 22  | 6  | Joan Olivé        | Nocable.it Race               | Aprilia      | 19   | +1:02.693 | 32      |       |
| 23  | 31 | Sascha Hommel     | Malaguti Reparto Corse        | Malaguti     | 19   | +1:32.186 | 37      |       |
| 24  | 99 | Thomas Mayer      | Mayer Racing Passau           | Aprilia      | 19   | +1:32.368 | 38      |       |
| 25  | 84 | Julián Miralles   | MVA Aspar                     | Aprilia      | 19   | +2:09.147 | 40      |       |
| 26  | 48 | David Bonache     | LG Mobile Galicia             | Honda        | 19   | +2:17.127 | 39      |       |

### Ritirati
| Nº | Pilota            | Squadra                   | Motocicletta | Giri | Griglia |
| -- | ----------------- | ------------------------- | ------------ | ---- | ------- |
| 75 | Mattia Pasini     | Totti Top Sport - NGS     | Aprilia      | 17   | 2       |
| 55 | Héctor Faubel     | Master Aspar              | Aprilia      | 17   | 16      |
| 87 | Patrik Vostarek   | Hanusch Motopromotion     | Honda        | 17   | 34      |
| 28 | Jordi Carchano    | MVA Aspar                 | Aprilia      | 17   | 36      |
| 97 | Lukáš Razek       | Heron Racing              | Honda        | 17   | 41      |
| 10 | Federico Sandi    | Angaia Racing             | Honda        | 13   | 35      |
| 25 | Dario Giuseppetti | Semprucci Blauer USA      | Aprilia      | 11   | 29      |
| 44 | Karel Abraham     | AB Cardion                | Aprilia      | 10   | 24      |
| 52 | Lukáš Pešek       | Metis Racing              | Derbi        | 9    | 8       |
| 71 | Tomoyoshi Koyama  | Ajo Motorsport            | Honda        | 5    | 9       |
| 7  | Alexis Masbou     | Ajo Motorsport            | Honda        | 5    | 11      |
| 76 | Michael Ranseder  | Red Bull ADAC KTM Juniors | KTM          | 5    | 12      |
| 16 | Raymond Schouten  | Arie Molenaar Racing      | Honda        | 5    | 27      |
| 15 | Michele Pirro     | Malaguti Reparto Corse    | Malaguti     | 5    | 30      |

### Non partito
| Nº | Pilota             | Squadra       | Motocicletta | Griglia |
| -- | ------------------ | ------------- | ------------ | ------- |
| 9  | Toshihisa Kuzuhara | Angaia Racing | Honda        | 28      |